# Девель, Фёдор Данилович
Фёдор Данилович Девель (12 апреля 1818 — 13 апреля 1887) — русский генерал, участник покорения Кавказа, Крымской войны и русско-турецкой войны 1877—1878 гг.

## Биография
Фёдор Данилович Девель происходил из дворян Санкт-Петербургской губернии; родился 12 апреля (по юлианскому календарю) 1818 года.
Слушал курс в кондукторской роте Главного инженерного училища. В сентябре 1836 года юный Девель был переведён юнкером в лейб-гвардии Кирасирский Его Императорского Высочества Наследника Цесаревича полк и 8 ноября 1838 г. произведён в прапорщики, с назначением во 2-й саперный батальон. Затем, первое время, служба Фёдора Даниловича протекала в инженерных войсках: подпоручиком в 4-м саперном батальоне, а с 1842 года — во 2-м Кавказском саперном батальоне.
С переводом на Кавказ начинается боевая деятельность Фёдора Даниловича; уже в июне 1842 года, с прибытием во Владикавказ, он был назначен в состав Сунженского отряда, в котором и оставался до конца года, участвуя в почти беспрерывных экспедициях против горцев. Мужество и распорядительность молодого офицера быстро выделили его из числа других: в июне 1843 года он был произведён за отличие в поручики, а в мае 1847 года, опять за отличие при штурме крепости Закаталы, в штабс-капитаны, также был награждён орденом св. Анны 3-й степени. 1849 год ознаменовался для Девеля редкой наградой в небольших чинах — золотой полусаблей с надписью «За храбрость».
Восточная война 1853—1856 гг. застала Фёдора Даниловича в чине капитана, причём он был назначен в состав Гурийского отряда и, как сапер, в течение войны перебывал на разных пунктах театра военных действий, поддерживая уже установившуюся за ним репутацию мужества и распорядительности и с отличием участвуя во многих делах. Особенно выдающееся участие его в сражении на реке Чолоке 4 июня 1854 года, когда был разбит 34-тысячный корпус Селима-паши, — доставило Девелю чин подполковника и положило начало его штабной деятельности, сначала в качестве дежурного штаб-офицера в штабе начальника Гурийского и Ахалцыхского отрядов. Через несколько месяцев Девель был назначен на ту же должность в штабе командовавшего войсками, расположенными от Нухи до Арагвы, а в декабре 1855 года — в штабе командовавшего действующим корпусом на кавказско-турецкой границе. По окончании военных действий Фёдор Данилович был назначен комиссаром для передачи туркам обратно крепости Карса, а затем, в феврале 1857 года — командирован в штаб отряда командующего войсками Дагестанской области князя Андронникова, с которым и участвовал в штурме аула Зандах-Кала, за что был награждён орденом св. Станислава 2-й степени с мечами.
3 апреля 1857 года начинается новый период в служебной деятельности молодого подполковника, который был переведён в 81-й пехотный Апшеронский Его Императорского Высочества Великого Князя Георгия Михайловича полк; впрочем, этот перевод из саперных войск, необходимый для дальнейшего движения по службе, не помешал его штабным занятиям, так как он уже через две недели получил назначение состоять дежурным штаб-офицером в штабе войск Дагестанской области. В этой должности Фёдор Данилович Девель поступил в состав Салатавского отряда, собранного для окончания постройки укреплений Буртуная и бывшего под начальством генерал-адъютанта барона Врангеля. Принимая живейшее участие в постройке укреплений, рубке леса, столь необходимой в борьбе с горцами, и в штурме Мичиковских заводов в июне 1858 года, Фёдор Данилович был произведён 20 октября 1859 года за отличие в чин полковника с назначением командиром 83-го пехотного Самурского полка. Полк этот вскоре поступил в состав Дагестанского отряда, назначенного для действий в Ичкерии и Аухе. В июле того же года отряд этот подошёл к р. Андийское Койсу, и трудное дело устройства переправы через неё было поручено командиру Самурского полка. В продолжение четырёх дней, с 17 по 20 июля, Фёдор Данилович лично устраивал переправу под непрерывным и сильным огнём неприятеля. За этот подвиг полковник Девель был достойно награждён орденом св. Георгия 4-й степени
В воздаяние за отличие, оказанное в экспедиции против Горцев, при переправе чрез р. Андийское-Койсу
После удачной переправы последовал не менее удачный штурм Бетлинских высот и преследование Шамиля до Гуниба. За взятие последнего и за пленение имама Фёдор Данилович удостоен был новой награды — ордена св. Владимира 4-й степени с мечами и бантом.
6 августа 1865 года полковник Девель произведён за отличие в генерал-майоры и назначен помощником командующего 38-й пехотной дивизией, а в мае следующего года — помощником начальника 21-й пехотной дивизии и в августе 1873 года — командиром 1-й бригады той же дивизии. В 1870 году Девель получает орден св. Станислава 1-й степени, в 1873 — орден св. Анны 1-й степени. В ноябре 1875 года Фёдор Данилович был назначен командующим 39-й пехотной дивизией и 30 августа 1876 г. произведён в генерал-лейтенанты.
Русско-турецкая война 1877—1878 гг. призвала Девеля на новые подвиги. С открытием кампании он был назначен начальником Ахалцыхского отряда (9 1/2 бат., 12 сотен, 24 орудия, — до 9 тысяч), в составе действующего корпуса генерал-адъютанта Лорис-Меликова. 4 мая руководимый им отряд отличился под Ардаганом при удачном штурме Гелявердынских высот и при взятии на следующий день самого Ардагана. За это дело генерал Девель 14 мая 1877 г. удостоился ордена св. Георгия 3-й степени № 535
В воздаяние отличнаго мужества и распорядительности, оказанных при взятии, 5 Мая 1877 года, турецкой крепости Ардагана
По взятии Ардагана, наступил период операций под Карсом, причём на генерал-лейтенанта Девеля возложено было блокирование этой крепости (с 16 3/4 батальонами, 32 эскадронами и сотнями и 48 орудиями) с северо-восточной стороны. С началом осады отряду его назначено было действовать против карадагских и, отчасти, чахмахских фортов, причём, в ночь на 30 мая, несмотря на произведённую турками вылазку, Девелю удалось устроить 5 осадных батарей. Ho неудача под Зевином и наступление Мухтара-паши к Карсу принудили снять осаду этой крепости. Затем генералу Девелю с отличием пришлось участвовать в боях на Аладже и в остальных действиях на малоазиатском театре войны, в том числе и на Деве-Бойнской позиции. Кроме ордена св. Георгия 3-й степени, полученного за 4 мая Фёдор Данилович удостоился получить за турецкую кампанию орден св. Владимира 2-й степени с мечами и золотую, украшенную бриллиантами, шпагу с надписью «За храбрость». По окончании военных действий в апреле 1878 г., Фёдор Данилович поступил в распоряжение Его Императорского Высочества Великого Князя Главнокомандующего Кавказскою армией.
В последнее время своей жизни Фёдор Данилович состоял командиром 1-го Кавказского армейского корпуса, числясь по армейской пехоте и в списках 83-го пехотного Самурского Его Императорского Высочества Великого Князя Владимира Александровича полка, а затем — членом Александровского комитета о раненных. В 1881 г. удостоен ордена Белого Орла, а в 1883 г. — ордена св. Александра Невского.
Г. К. Градовский набросал следующий портрет Девеля: «Он высокого роста, плотного, мускулистого сложения. Лицо загорелое, как бы закаленное полуден. ветром и солнцем; борода у него уже сильно „подёрнута инеем“, и держится он несколько сутуловато. Обладая необыкно могучим голосом, Девель умеет увлекательно говорить с солдатами. При этом очень часто речь его складывается в рифмы, и он никогда не прочь сказать меткое и острое словцо». Старый кавказский служака, по словам Градовского, восторженно отзывался о «молодой, новой армии», обновлённой реформами императора Александра II и Милютина.
Фёдор Данилович Девель умер 13 апреля 1887 года после тяжкой болезни, похоронен на кладбище Новодевичьего монастыря.
При жизни Фёдор Данилович не чужд был военно-литературной деятельности и в разное время напечатал несколько статей в «Русском инвалиде» и «Военном сборнике», между прочими — «Заметку на статью „Взятие крепости Ардагана в 1877 г.“» («Военный сборник», 1880, № 4).

## Награды
- Орден Святого Георгия 3-й степени (14.05.1877)
- Орден Святого Георгия 4-й степени (08.09.1859)
- Орден Святого Владимира 2-й степени с мечами (31.12.1877)
- Орден Святого Владимира 3-й степени с мечами (30.08.1867)
- Орден Святого Владимира 4-й степени с мечами и бантом (19.03.1860)
- Орден Святого Александра Невского (15.5.1883)
- Орден Белого орла (09.06.1881)
- Орден Святой Анны 1-й степени (30.08.1873)
- Орден Святой Анны 2-й степени с мечами (09.04.1853)
- Императорская корона к ордену Святой Анны 2-й степени (31.07.1862)
- Орден Святой Анны 3-й степени с мечами и бантом (17.11.1847)
- Орден Святого Станислава 1-й степени (30.08.1870)
- Орден Святого Станислава 2-й степени с императорской короной и мечами (19.10.1858)
- Орден Святого Станислава 3-й степени с мечами (09.12.1843)
- Золотая шпага с надписью «За храбрость», украшенная бриллиантами (14.05.1878)
- Золотая полусабля с надписью «За храбрость» (25.09.1849)
- Светло-бронзовая медаль «В память войны 1853—1856» на георгиевской ленте
- Медаль «За покорение Чечни и Дагестана»
- Медаль «В память русско-турецкой войны 1877—1878»
- Крест «За службу на Кавказе»
- Знак отличия «За XV лет беспорочной службы»
- Турецкий орден Меджидие 3-й степени (1856)